# La Vengeance de la momie
Pour plus de détails, voir Fiche technique et Distribution.
La Vengeance de la momie (Las luchadoras contra la momia) est un film fantastique mexicain réalisé par René Cardona, sorti en 1964.

## Synopsis
Un archéologue lègue un codex secret et une carte, menant à un fabuleux trésor aztèque, au docteur Trelles avant d'être assassiné par le gang du Dragon Noir. Se sachant également poursuivi par cette société secrète, Trelles brise le codex en trois morceaux et les donne à deux sœurs lutteuses, Gloria Venus et Golden Rubí, ainsi qu'au fiancé de l'une d'entre elles, Armando. Ce dernier a notamment été averti par l'archéologue que Trelles était en danger lors d'un combat entre les deux filles. Pendant ce temps, le Dragon noir kidnappe Chela, la fille d'un scientifique décédé, afin de la manipuler mentalement. Elle réussit à voler les deux morceaux confiés aux deux sœurs après les avoir droguées. Pourtant, le gang collabore avec elles pour qu'elles déchiffrent le codex, pénètrent dans la pyramide et dérobent le trésor. Malheureusement, elles libèrent une momie aztèque, capable de se transformer en chauve-souris ou en serpent, et devront confronter le Prince Fugiyato, le chef du Dragon Noir, ainsi que sa bande de lutteuses...

## Fiche technique
- Titre original : Las luchadoras contra la momia
- Titre français : La Vengeance de la momie
- Réalisation : René Cardona
- Scénario :  Guillermo Calderón et Alfredo Salazar
- Montage : Jorge Busto et Joaquín Ceballos
- Musique : Antonio Díaz Conde
- Photographie : Enrique Carrasco
- Production : Guillermo Calderón
- Société de production et distribution : Cinematográfica Calderón S.A.
- Pays d'origine :  Mexique
- Langue originale : espagnol
- Format : noir et blanc
- Genre : fantastique
- Durée : 85 minutes
- Date de sortie  :
  -  Mexique : 27 novembre 1964

## Distribution
- Lorena Velázquez : Loreta alias Gloria Venus
- Armando Silvestre : Armando Rios
- Elizabeth Campbell : Golden Rubí
- María Eugenia San Martín : Chela
- Chucho Salinas : Chucho Gomez
- Ramón Bugarini : Prince Fujiyata
- Víctor Velázquez : Dr. Luis Trelles